# Jean-Adolphe-Léonce Curnier
Jean-Adolphe-Léonce Curnier, francoski general, * 25. oktober 1892, † 1974.